# Fa minore

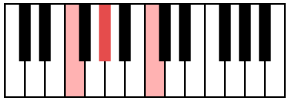
L'accordo di fa minore (triade) è composto da Fa, La♭, Do.

La tonalità di Fa minore (F minor, f-Moll) è incentrata sulla nota tonica Fa. Può essere abbreviata in Fa m oppure in Fm secondo il sistema anglosassone.
La scala minore naturale del fa prevede:
 Fa, Sol, La♭, Si♭, Do, Re♭, Mi♭, Fa.
L'armatura di chiave è la seguente (quattro bemolli); questa rappresentazione sul pentagramma coincide con quella della tonalità relativa La bemolle maggiore:
```

Alterazioni
 (da sinistra a destra): 
si♭, mi♭, la♭, re♭.
```